# Nordostindien

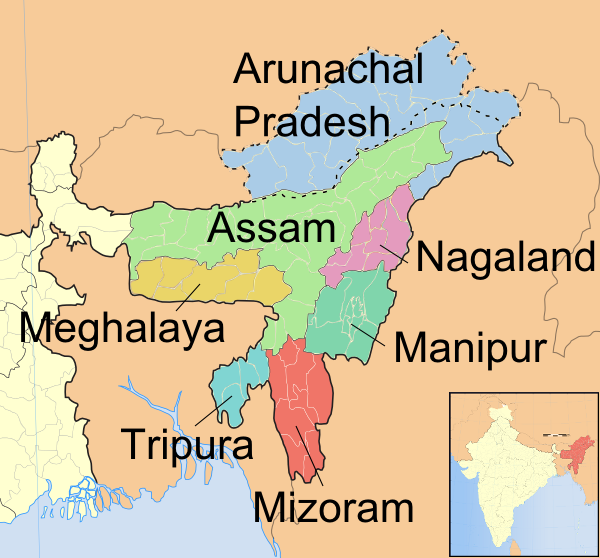
Die 7 indischen Bundesstaaten östlich von Bengalen

Als Nordostindien oder Sieben Schwesterstaaten wird der nordöstliche Teil Indiens bezeichnet, der die sieben Bundesstaaten Assam, Arunachal Pradesh, Nagaland, Manipur, Mizoram, Tripura und Meghalaya umfasst. Häufig werden auch Sikkim und der Norden Westbengalens zu Nordostindien gezählt.
Während der britischen Kolonialzeit gehörte das Gebiet der sieben heutigen Bundesstaaten zur Provinz Assam. Nach der Unabhängigkeit 1947 geriet Nordostindien in eine isolierte Lage, als das Gebiet Britisch-Indiens in die Staaten Indien und Pakistan geteilt wurde. Das zwischen Assam und dem Rest Indiens gelegene Ostbengalen kam dabei zu Pakistan und machte sich 1971 als Bangladesch unabhängig. Daher ist Nordostindien heute nur über einen schmalen Korridor mit dem Rest Indiens verbunden. Außer an Bangladesch im Südwesten grenzt das Gebiet an Myanmar im Osten sowie an China und Bhutan im Norden.

## Geografie
Das Gebiet Nordostindiens besteht aus dem Becken des Brahmaputra, weniger als 200 Meter über dem Meer, mit den angrenzenden Gebirgen, dazu dem Bergland zwischen Ostbengalen und Myanmar. Die Südseite des Himalaya im Norden erhebt sich bis zum 7090 Meter hohen Kangto. Die östliche Begrenzung des Brahmaputra-Beckens bildet das bis zu 3826 Meter hohe Patkai-Gebirge. Der Bundesstaat Manipur umfasst den Süden dieses Gebirges. Er wird in drei Richtungen entwässert: Nach Westen fließt der Barak, dessen Unterlauf in Bangladesch Meghna heißt und dort ein Hauptfluss des Ganges-Brahmaputra-Deltas ist. Nach Süden fließt der etwa 350 Kilometer lange Kaladan durch den Bundesstaat Mizoram und erreicht bei Sittwe in Myanmar die Ostküste des Golfs von Bengalen. Der Manipur-Fluss durchströmt 768,5 Meter über dem Meer den 287 Quadratkilometer großen Loktak-See und fließt dann nach Südosten in den Chindwin, der in den Irrawaddy mündet, den größten Strom Myanmars. Südlich des Brahmaputrabeckens erstreckt sich das bis zu 1961 Meter hohe Khasi-Gebirge, das einschließlich seiner Südhänge zum Bundesstaat Meghalaya gehört. Diese Südhänge gelten als feuchteste Region des Erdballs.
Die Fläche des Gebietes beträgt 262.230 km², was knapp jener Italiens entspricht.

## Bevölkerung und Kultur
In den sieben Staaten Nordostindiens leben insgesamt 45 Millionen Menschen (Volkszählung 2011). Dies sind weniger als vier Prozent der Gesamtbevölkerung Indiens. Die Bevölkerung ist dabei sehr ungleich verteilt: Während die Bergregionen nur dünn besiedelt sind, konzentriert sich ein großer Teil der Bevölkerung auf die Brahmaputra-Ebene. So ist Assam mit 31 Millionen Einwohnern der mit Abstand einwohnerstärkste Bundesstaat Nordostindiens.
Nordostindien ist ein ethnisch und kulturell sehr heterogenes Gebiet. Die Hauptunterscheidung besteht dabei zwischen den Ebenen und den Bergregionen: Die Brahmaputra-Ebene Assams steht kulturell dem Rest Indiens nahe, ebenso Südassam und Tripura, die sich historisch der Großregion Bengalen zurechnen lassen. Die Einwohner dieser Gebiete sprechen hauptsächlich Assamesisch und Bengalisch, zwei indoarische Sprachen. Dagegen sind die Bergregionen Nordostindiens kaum von der Sanskrit-Kultur durchdrungen worden. Die hier siedelnden Völker haben ihrem Äußeren, ihren Sprachen und ihren Gebräuchen nach eher Gemeinsamkeiten mit den Einwohnern Südostasiens. Unter den Einwohnern der Bergregionen ist eine Vielzahl von Kleinsprachen verbreitet, die größtenteils zur tibetobirmanischen Sprachfamilie gehören. Eine Zwischenstellung nehmen die Meitei in der Talregion Manipurs ein. Sie sprechen eine tibetobirmanische Sprache, stehen aber kulturell der indischen Mehrheitsgesellschaft näher.
Die Einwohner der Ebenen Assams, Tripuras und des Manipur-Tals sind mehrheitlich Hindus. Daneben gibt es dort eine große muslimische Minderheit. In den Bergregionen ist dagegen das Christentum die dominierende Religion: In Nagaland, Meghalaya und Mizoram sowie der Bergregion Manipurs ist die Mehrheit der Bevölkerung christlich. Dies ist im Wesentlichen das Resultat der Mission amerikanischer Freikirchen. An den Grenzen zu Tibet und Burma gibt es zudem kleinere buddhistische Minderheiten.

## Geschichte

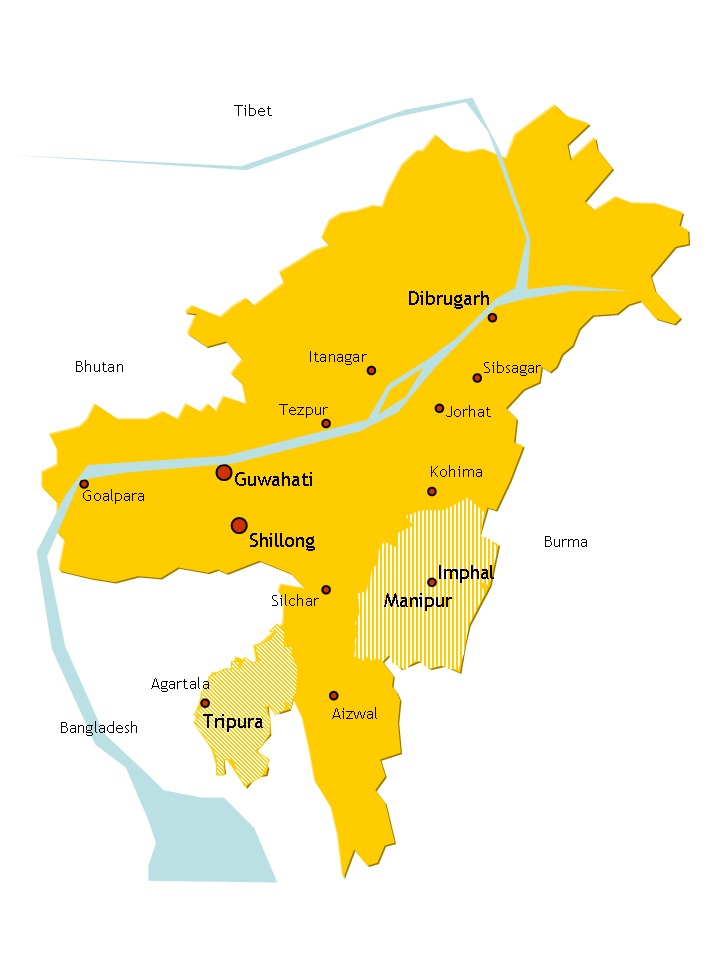
Politische Gliederung Nordostindiens nach der indischen Unabhängigkeit

Nordostindien kam als Resultat des Ersten Anglo-Birmanischen Kriegs (1824–1826) unter britische Herrschaft. Das Gebiet war zunächst Teil der Präsidentschaft Bengalen, ehe aus ihm 1874 die Provinz Assam gebildet wurde. 1905 wurde Bengalen geteilt und sein Ostteil mit Assam zur Provinz Assam und Ostbengalen zusammengelegt. Wegen des Widerstands der indischen Bevölkerung wurde die Teilung Bengalens aber schon 1911 wieder rückgängig gemacht. Manipur und Tripura blieben während der britischen Kolonialzeit als nominell unabhängige Fürstenstaaten unter britischer Oberherrschaft bestehen.
Als Indien 1947 unabhängig wurde, kam Ostbengalen zum neugegründeten Staat Pakistan, ehe es sich 1971 als Bangladesch unabhängig machte. Dadurch geriet Nordostindien, das seitdem nur noch durch einen schmalen Landkorridor mit dem Rest des Landes verbunden ist, in eine isolierte Lage. Zum Zeitpunkt der Unabhängigkeit bestand Nordostindien aus dem Bundesstaat Assam mit der Hauptstadt Shillong, der damals noch fast den ganzen Nordosten umfasste, sowie Manipur und Tripura, die zunächst als Unionsterritorien in Indien eingegliedert wurden. Als Resultat der Autonomiebestrebungen der verschiedenen Bergvölker wurde Assam nach und nach aufgeteilt: 1963 wurde Nagaland zu einem eigenen Bundesstaat. Meghalaya erhielt 1970 zunächst Autonomie innerhalb Assams, ehe es 1972 zum vollwertigen Bundesstaat erhoben wurde. Im selben Jahr erhielten auch Manipur und Tripura die vollen Bundesstaatsrechte. Ebenfalls 1972 wurden Arunachal Pradesh und Mizoram als Unionsterritorien aus Assam gelöst, ehe sie 1987 zu vollwertigen Bundesstaaten wurden.
1971 wurde der North East Council (NEC) zur Koordinierung von Entwicklungsplanungen eingerichtet, aus dem 2001 das Ministerium für die Entwicklung der Nordostregion (Ministry of Development of Northeastern Region, DONER) hervorging.  Sikkim, nördlich von Westbengalen, liegt auch östlich des Korridors und unterliegt auch der Zuständigkeit des DONER. Es grenzt aber an keinen der Sieben Schwesterstaaten und wird traditionell nicht zu der Gruppe gerechnet, weil es als vordem unabhängiges Königreich erst 1975 zur Indischen Union kam.
Durch ein Gesetz von 1958, die Foreigners (Protected Areas) Order, ist der Besuch in den Bundesstaaten Arunachal Pradesh, Manipur, Mizoram und Nagaland für Ausländer nur mit einer Protected Area Permit (PAP) erlaubt.

## Fauna

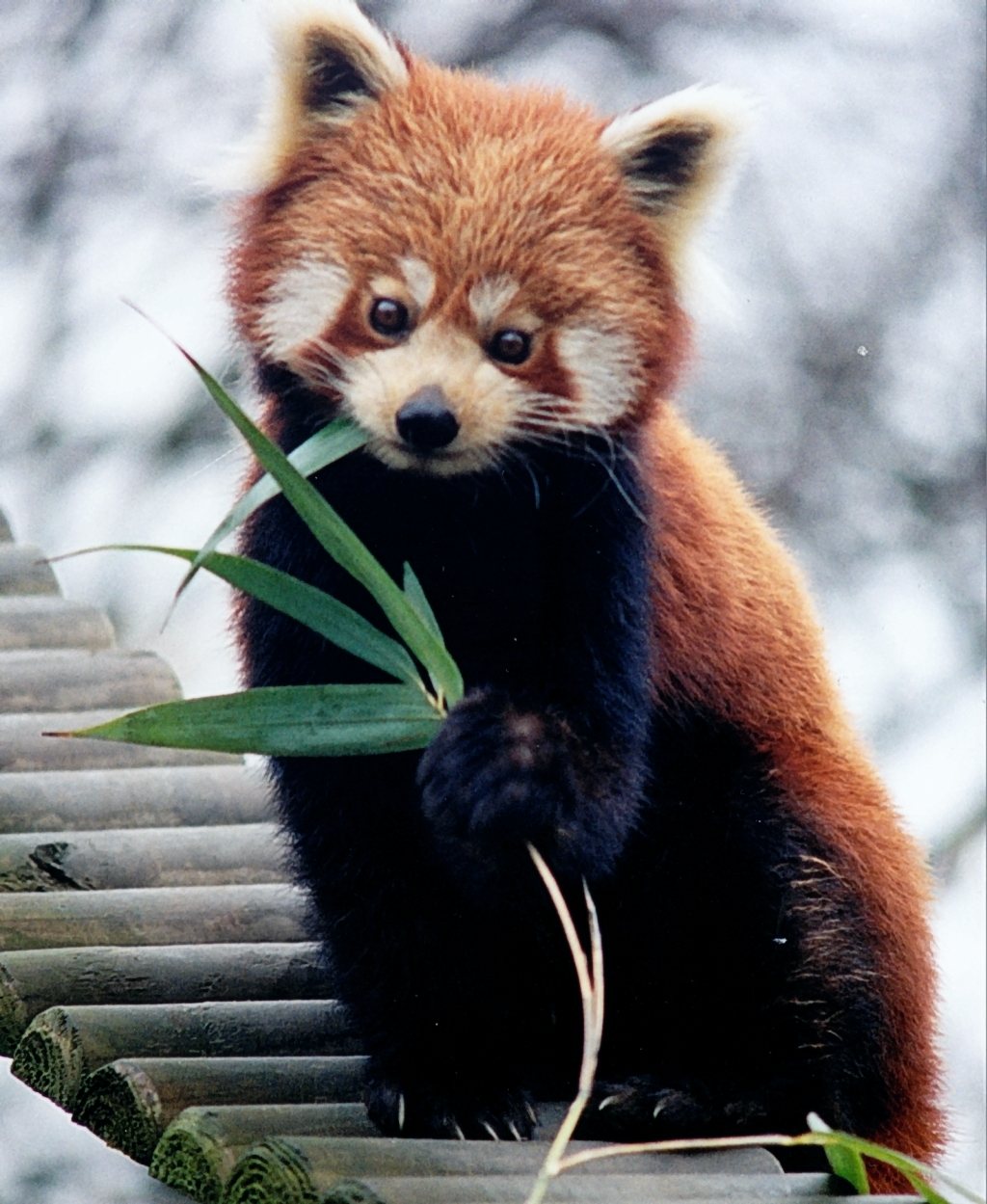
Kleiner Panda

Der Kleine Panda (lat. Ailurus fulgens, Roter Panda, Katzenbär) ist ein sehr scheues, im Bestand bedrohtes Raubtier, das grenzüberschreitend (noch) in der Region lebt. Er wird heute als einziger Vertreter der Familie der Ailuridaen klassifiziert, ist also nicht mit dem Panda oder den Kleinbären näher verwandt.